# Os Olhos de Laura Mars
Os Olhos de Laura Mars (br/pt; no original: Eyes of Laura Mars) é um filme estadunidense de suspense e terror, dirigido por Irvin Kershner e estrelado por Faye Dunaway e Tommy Lee Jones, baseado num roteiro do escritor John Carpenter, também respeitado diretor de filmes de terror e ficção científica.
Filmado inteiramente em Nova Iorque e Nova Jersey, misturando o mundo sexy e glamouroso da fotografia e do mundo da moda com assassinatos e visões sobrenaturais, o filme foi um grande sucesso de bilheteria, que reafirmou o status de grande estrela desfrutado na época por Dunaway e alavancou a carreira do então promissor ator Tommy Lee Jones.
Produzido em 1978 por Jon Peters, então namorado da atriz e cantora Barbra Streisand, teve o papel principal oferecido a ela, que declinou do convite por achar a história excêntrica demais.

## Sinopse
Laura Mars (Dunaway) é uma famosa fotógrafa de moda neoiorquina, conhecida por seu estilo extremamente gráfico e original de fotografar usando imagens bastante sensuais e glamorosas misturadas com cenas de assassinatos e morte, teatralmente representadas por seus modelos.
Ela começa de repente a ter visões de homicídios de seus amigos e colegas de trabalho, todos com uma punhalada nos olhos, como se as tivesse vendo pelos olhos do homicida, que acabam se concretizando. Ajudada pelo investigador da  polícia neoiorquina John Nelville (Jones), ela tenta dar algum sentido a suas visões de maneira a conseguir identificar o homicida. A situação se torna desesperadora quando Laura tem a visão de que será a próxima na série de homicídios.

## Elenco principal
- Faye Dunaway — Laura Mars
- Tommy Lee Jones — John Neville
- Brad Dourif — Tommy Ludlow
- Rene Auberjonois — Donald Phelps
- Raul Julia — Michael Reisler

## Produção

Cena icônica de uma das sessões de fotografia do filme, baseada no trabalho do fotógrafo Helmut Newton.

A produção teve início em 17 de outubro de 1977, e o filme foi rodado em apenas 56 dias, a um custo de U$ 7 milhões. A famosa e gráfica cena do filme em que Laura fotografa suas modelos de lingerie e casacos, lutando em meio a carros batidos e em chamas, foi filmada durante 4 dias na praça de Columbus Circus, New York, e é baseada no trabalho do fotógrafo alemão Helmut Newton, famoso por revolucionar a atitude da fotografia de moda ao publicar nos anos 60 trabalhos em que mesclava moda com sexo, sadomasoquismo, violência, lesbianismo, e nudez, tudo retratado num contexto extremamente luxuoso e de grande beleza gráfica. São suas, e da fotógrafa Rebecca Blake, as fotografias que enfeitam as paredes do estúdio de Mars que aparecem ao início do filme.

## Bilheteria
O filme foi um grande sucesso comercial, custando U$ 7 milhões e rendendo U$ 20 milhões, mais que o dobro investido na produção, apenas no mercado estadunidense.

## Crítica
Laura Mars teve críticas medianas em seu lançamento. Janet Maslin, do New York Times, chamou o final de "fraco e vacilante" mas gostou do filme como um todo: "É a inteligência de Os Olhos de Laura Mars, afinal, que conta. Inteligência que se manifesta na escalação de um elenco superlativo, na direção secamente controlada por Irvin Kershner e em cenários espetaculares que transformam Nova York na terra dos sonhos misteriosa e generosa, existente apenas na imaginação ociosa dos muito descolados".
O site especializado Rotten Tomatoes dá ao filme uma aceitação de 47%.

## Prêmios e indicações
- Saturn Award — Melhor figurino (Theoni V. Aldredge) (vencedor)[6]
- Saturn Award — Melhor maquiagem (Lee Harman Vincent Callaghan Lynn Donahue) (indicado)[6]